# Aerenea ecuadoriensis
Aerenea ecuadoriensis là một loài bọ cánh cứng trong họ Cerambycidae.